# 10259 Osipovyurij
10259 Osipovyurij este un asteroid din centura principală de asteroizi.

## Descriere
10259 Osipovyurij este un asteroid din centura principală de asteroizi. A fost descoperit pe 18 aprilie 1972 la Observatorul de Astrofizică din Crimeea de Tamara Smirnova. Asteroidul prezintă o orbită caracterizată de o semiaxă mare de 3,12 ua, o excentricitate de 0,24 și o înclinație de 16,6° în raport cu ecliptica.